# دلیریوم (فیلم ۱۹۷۲)
دلیریوم (انگلیسی: Delirium) با نام اصلی شوریدگی پُرحرارت (ایتالیایی: Delirio Caldo) یک فیلم جالوی دلهره‌آور ایتالیایی است که در سال ۱۹۷۲ منتشر شد. از بازیگران فیلم می‌توان به میکی هارگیتای و ریتا کالدرونی اشاره کرد.
نسخه دوبله انگلیسی فیلم تفاوت زیادی با نسخه ایتالیایی آن دارد. در نسخه ایتالیایی، هیچ اشاره‌ای به ترومای ناشی از جنگ ویتنام وجود ندارد که باعث تحریک قتل‌عام می‌شود.